# Nandgaon
Nandgaon là một thị xã và là một nagar panchayat của quận Mathura thuộc bang Uttar Pradesh, Ấn Độ.

## Địa lý
Nandgaon có vị trí 27°43′B 77°23′Đ / 27,72°B 77,38°Đ Nó có độ cao trung bình là 184 mét (603 feet).

## Nhân khẩu
Theo điều tra dân số năm 2001 của Ấn Độ, Nandgaon có dân số 9956 người. Phái nam chiếm 54% tổng số dân và phái nữ chiếm 46%. Nandgaon có tỷ lệ 45% biết đọc biết viết, thấp hơn tỷ lệ trung bình toàn quốc là 59,5%: tỷ lệ cho phái nam là 59%, và tỷ lệ cho phái nữ là 29%. Tại Nandgaon, 19% dân số nhỏ hơn 6 tuổi.